# Řád sinajské hvězdy
Řád sinajské hvězdy je nejvyšší vojenské vyznamenání Egyptské republiky. Založen byl roku 1972 a udílen je příslušníkům ozbrojených sil Egypta za činy mimořádné statečnosti a neohroženosti v přímém boji proti nepříteli během válečných operací, které tak ukazují na vzácné a jedinečné schopnosti k sebeobětování.

## Historie a pravidla udílení
Řád byl založen roku 1972 a stal se tak egyptským nejvyšším vojenským vyznamenáním. Udílen je důstojníkům, poddůstojníkům i řadovým vojákům Egyptských ozbrojených sil za mimořádně statečné a neohrožené činy v přímém boji s nepřítelem. Status řádu byl upraven 17. února 1974.

## Třídy
Řád je udílen ve dvou třídách:
- I. třída
- II. třída

## Popis medaile
Stuha sestává ze tří vodorovných pruhů v barvách červené, bílé a černé, které odpovídají barvám egyptské státní vlajky. V případě I. třídy je stužka doplněna zlatým orlem.